# 尊严村
尊严村（英語：Dignity Village）是美国俄勒冈州波特兰市一个受认可的合法营地，约有60名露宿者居住于此。2000年圣诞节前的几天，一群在波特兰露宿的人建立了一个帐篷城市。这个帐篷城市从一群自称为“局外人”的人占据市政府土地开始，逐渐演变为一个根据波特兰市法规自我管理并被市政府认可的营地。该营地位于波特兰国际机场附近的土地上，有选举产生的社区官员，并建造了简陋但实用的烹饪、社交、电力和卫生设施。